# Alessandro Budel
Alessandro Budel (ur. 25 lutego 1981 w Basiglio) – włoski piłkarz występujący na pozycji pomocnika.

## Kariera
Karierę rozpoczynał w Milanie, jednak nie zagrał tam ani jednego spotkania w drużynie seniorskiej. W 2000 trafił do Spezii, gdzie grał regularnie. Następnie był zawodnikiem: Triestiny, Lecce, Genoi, Parmy, Cagliari Calcio i Empoli FC. Od 2008 grał ponownie w Parmie, a w 2010 przeszedł do Brescii Calcio.
W Serie A zadebiutował w barwach Lecce, w sezonie 2003/2004. W rozgrywkach tych rozegrał łącznie 131 spotkań i zdobył 3 bramki.